# Мезідон-Валле-д'Ож
Мезідон-Валле-д'Ож (фр. Mézidon Vallée d'Auge) — муніципалітет у Франції, у регіоні Нижня Нормандія, департамент Кальвадос. Мезідон-Валле-д'Ож утворено 1 січня 2017 року шляхом злиття муніципалітетів Лез-Отьє-Папйон, Купезарт, Кревкер-ан-Ож, Круассанвіль, Граншам-ле-Шато, Лекод, Маньї-ла-Кампань, Маньї-ле-Фрель, Ле-Меній-Може, Мезідон-Канон, Монтей, Персі-ан-Ож, Сен-Жульєн-ле-Фокон i В'є-Фюме. Адміністративним центром муніципалітету є Мезідон-Канон. Населення — 9579 осіб (01.01.2021).